# Pisco Elqui

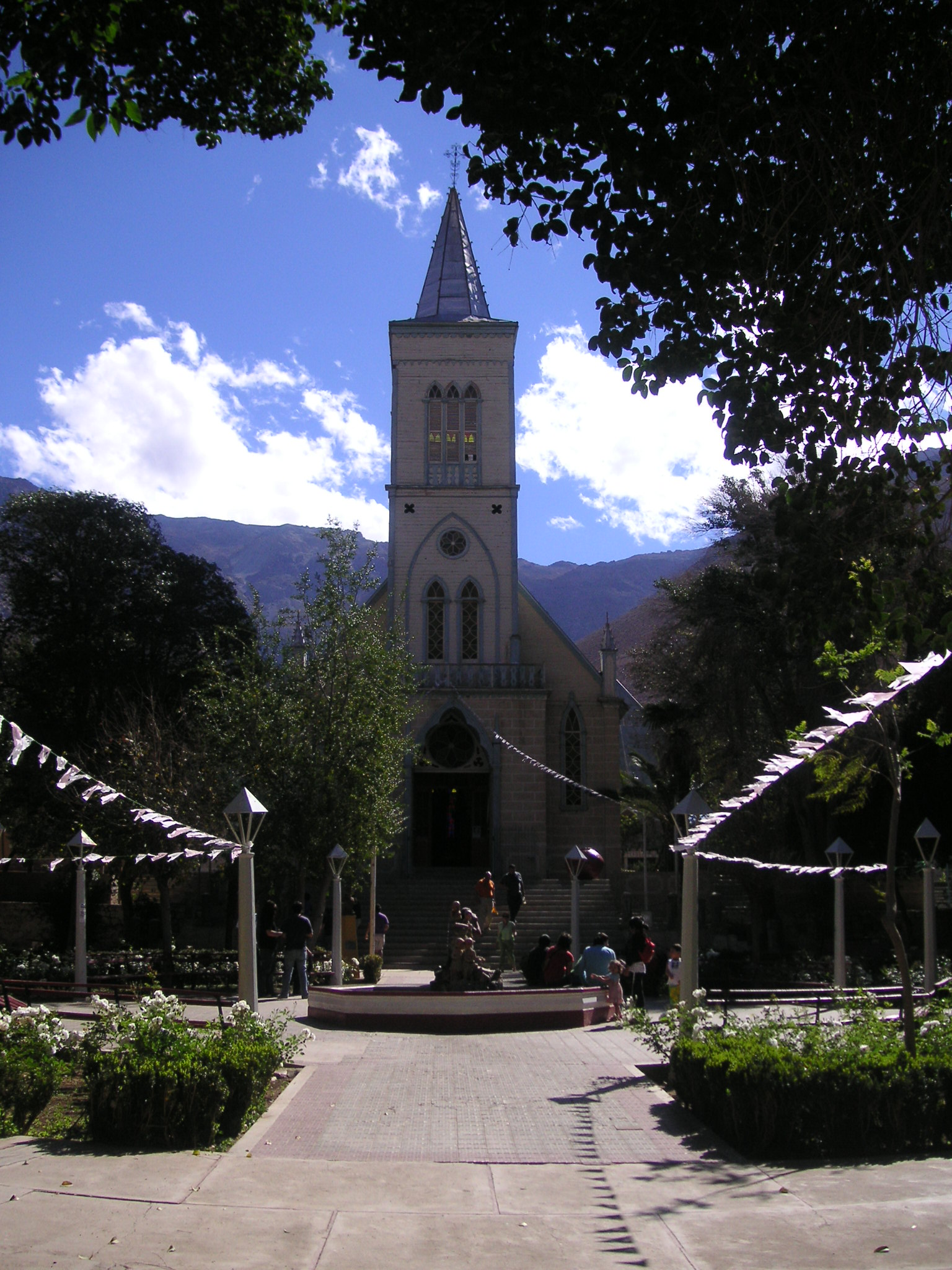
Kirche in Pisco Elqui

Pisco Elqui (früher La Greda und La Unión) ist ein chilenisches Dorf im Elqui-Tal, das in der Kommune Paihuano in der Región de Coquimbo liegt. Die Entfernung von La Serena beträgt circa 107 km in östliche Richtung.

## Geschichte
Aufgrund seiner äußerst tonhaltigen Erde war das Dorf früher unter dem Namen La Greda bekannt. Dieser Ton wurde sowohl von den Indios als auch von Spaniern im 16. Jahrhundert zur Töpferei und zur Herstellung von Schätzen genutzt.
Den Namen La Greda trug das heutige Dorf Pisco Elqui bis zum Jahr 1873. Damals wandelte man den Namen in La Unión um, womit die Bewohner nach einer schlimmen Pockenepidemie den Opfern ihre Solidarität und ihr Mitgefühl ausgesprochen haben.
Am 20. März 1873 wurde per Gesetzeserlass der Name für den Ort offiziell in La Unión umgewandelt.
Auf Initiative der Abgeordneten Gabriel González Videla, Humberto Alvares Suarez und Pedro E. Alonso wurde am 1. Februar 1936 mit Hilfe des Gesetzes 5798 der Ortsname von La Unión in Pisco Elqui umgewandelt. Damit wollte man bezwecken, dass die in Chile „geborene“ Spirituose ohne jegliche rechtliche Schwierigkeiten auf der ganzen Welt verkauft werden kann.
Gabriela Mistral, chilenische Dichterin und Trägerin des Nobelpreises der Literatur, wurde in Vicuña geboren und im Alter von 10 Tagen von den Eltern nach Montegrande gebracht, sodass sie ihre Kindheit dort und in Pisco Elqui verbracht hat, was damals noch La Unión hieß.
Sie sprach sich gegen die Namensänderung von La Unión in Pisco Elqui aus, da es für sie eine nicht nachvollziehbare Entscheidung war und sie hoffte, dass die Namensänderung irgendwann wieder rückgängig gemacht wird, da der Name La Unión auch die Einheit der Flüsse Derecho und Cochiguaz ausdrückt.

## Tourismus
Das Dorf ist eines der Haupttouristenziele des Elqui-Tales und zahlreiche Tourismusagenturen im Ort bieten Ausflüge ins gesamte Elqui-Tal an. Besonders reizvoll am Elqui-Tal ist das Klima, das rund 360 Sonnentage pro Jahr bietet. Außerdem besticht es durch die Nähe zur Kordillere der Anden sowie die ländlich geprägten und alten Dörfchen. Des Weiteren bietet der einmalig klare Himmel beste Voraussetzungen, um eines der zahlreichen Observatorien in der Region zu besuchen, die international bekannt sind.

## Kultur
Schon durch den Namen bringt man den Ort in Verbindung mit dem chilenischen Nationalgetränk Pisco, einem Getränk, dessen Ursprünge in Perus Region Provinz Pisco in Ica zurückreichen. In der Umgebung des Dorfes befindet sich auch die älteste Pisco-Destillerie des Elqui-Tales, Los Nichos.